# Aespa
Aespa (korejsky 에스파, eseupa stylizováno jako aespa nebo æspa) je jihokorejská dívčí hudební skupina pod společností SM Entertainment. Skupinu tvoří čtyři členky: Karina, Winter, NingNing, Giselle. Skupina vydala první singl dne 17. listopadu 2020 pod názvem Black Mamba. Skupina dostala ocenění Seoul Music Awards for Best New Artist.
Fanoušci Aespy si říkají MY (korejsky: 마이) což má znamenat „ten nejvzácnější přítel“.
SM Entertainment představil členky ve videích „SYNK“. Aespa debutovala s představením písně „Black Mamba“ a poté vydaly i hudební video. Hudební video k Black Mamba mělo 21.4 milionů zhlédnutí za prvních 24 hodin.

## Název

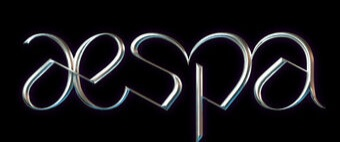
Logo Aespy

Aespa je kombinace ae, což jsou počáteční písmena z avatar a experience a spa je ze slova aspect. Význam slova aspect je „dvě strany“, to symbolizuje „poznávaní svého druhého já a objevování nového světa“.

## Historie

### 2016–2019: Aktivity před debutem
Ningning byla představena jako členka SM Rookies 19. září 2016. V rámci ní se objevila na Rookies Princess: Who's the Best? segment programu My SMT v roce 2016 a nahrálo několik cover verzí pro korejský animovaný televizní program Shining Star v roce 2017.
Karina se objevila v hudebním videu labelmate Taemina k písni „Want“ v únoru 2019 a následující týdny s ním vystupovala na několika hudebních programech.

### 2020–2021: Úvod, debut s „Black Mamba“, „Forever“ a „Next Level“ a Savage
Dne 26. října společnost SM Entertainment oznámila, že bude debutovat o nové dívčí skupině, první od Red Velvet v roce 2014 a první celkově idolské skupině od NCT v roce 2016. Členky byly odhaleny jednotlivě od 27. do 30. října (v pořadí: Winter, Karina, Ningning a Giselle) spolu se jménem Aespa. Další vysvětlení konceptu Aespy nabídl zakladatel SM Entertainment Lee Soo-man na Světovém fóru kulturního průmyslu 2020, které se konalo online 28. října. Video upoutávka se všemi čtyřmi členy byla odhalena 2. listopadu. Ve stejný den agentura oznámila, že Aespa vydá 17. listopadu svůj debutový singl „Black Mamba“ Skupina debutovala ve vysílání na Music Bank KBS2 20. listopadu, kde předvedla svůj debutový singl. Skupina se také tři týdny po sobě dostala na první místo žebříčku K-pop music video největší čínské streamovací služby QQ Music. 17. ledna 2021 získala Aespa vůbec první vítězství v hudební show pro „Black Mamba“ na Inkigayo.
29. ledna 2021 společnost SM Entertainment oznámila, že Aespa vydá nový singl s názvem „Forever“, remake singlu Yoo Young-jin, vydaný pro prázdninové album SM Entertainment Winter Vacation v SMTOWN.com v roce 2000. Singl byl oficiálně vydán 5. února 2021. Píseň byla popsána jako balada středního tempa se zvukem akustické kytary a textem o věčném slibu milované osobě.
4. května 2021 společnost SM Entertainment oznámila, že Aespa se vrátí o měsíc později. Jejich třetí singl „Next Level“ byl vydán 17. května a stal se jejich prvním pěti nejlepšími hity na Gaon Digital Chart. Píseň byla popsána jako tanec a hip-hop s „groovy“ rapem a p„energickou“ basou a charakterizována „silným zpěvem Aespy“.
22. července 2021 bylo oznámeno, že Aespa podepsala s agenturou Creative Artists Agency své aktivity ve Spojených státech.
14. září 2021 společnost SM Entertainment oznámila, že Aespa vydá své první mini album Savage. Album obsahuje šest skladeb, včetně stejnojmenného vedoucího singlu. Album vyšlo 5. října a umístilo se na 20. místě v žebříčku Billboard 200, na vrcholu žebříčku Gaon Album Chart. 15 dnů od vydání bylo oznámeno, že EP se prodalo 513 292 kopií.
4. listopadu bylo oznámeno, že Aespa vydá cover verzi písně od skupiny S.E.S. „Dreams Come True“, která vyjde v prosinci 2021. Píseň dosáhla 17. místa v Gaon Digital Chart a na 7. místě v Billboard World Digital Songs chart.

### 2022–dosud: Coachella, Girls a první koncert
19. dubna 2022 bylo oznámeno, že Aespa vystoupí na Coachelle 23. dubna, během druhého týdne každoročního hudebního festivalu.
1. června SM Entertainment oznámilo, že Aespa podepsala smlouvu s Warner Records.  Také oznámili, že Aespa vydá svou druhou rozšířenou hru Girls 8. července.
18. ledna 2023 byla skupina oznámena jako účinkující na každoročním Governors Ball Music Festivalu v New Yorku, čímž se stala první K-popovou skupinou, která se festivalu zúčastnila. 20. ledna SM Entertainment oznámila, že skupina uspořádá svůj první koncert, Synk: Hyper Line, v Jižní Koreji 25. února.
16. března SM Entertainment potvrdilo, že se Aespa vrátí v květnu s vydání třetího EP.

## Členky
| Pseudonym       | Skutečné jméno (Hangul) | Skutečné jméno (přepis) | Datum narození | Pozice                                                                    |
| --------------- | ----------------------- | ----------------------- | -------------- | ------------------------------------------------------------------------- |
| Karina (카리나) | 유지민                  | Yu Ji Min               | 11. dubna 2000 | Lídr, hlavní tanečnice, hlavní rapperka, sub vokály, visual, tvář skupiny |
| Giselle (지젤)  | 우치나가에리            | Uchinaga Aeri           | 30. října 2000 | Hlavní rapperka, sub vokály                                               |
| Winter (윈터)   | 김민정                  | Kim Min Jeong           | 1. ledna 2001  | Vedoucí vokály, vedoucí tanečnice, visual                                 |
| Ningning (닝닝) | 닝 이저우               | Ning Yizhuo             | 23. října 2002 | Hlavní vokály, maknae                                                     |

## Diskografie

### Korejská Diskografie

#### Studiová Alba
• Armageddon (2024)

#### Mini Alba
• Savage (2021)
• Girls (2022)
• My World (2023)
• Drama (2023)
• Whiplash (2024)

#### Singly
• Black Mamba (2020)
• Forever (2021)
• Next Level (2021)

### Japonská Diskografie

#### Single Alba
• Hot Mess (2024)

### Anglická Diskografie

#### Singly
• Hold On Tight (Tetris Movie Soundtrack) (2023)
• Better Things (2023)

## Videografie
| Název              | Rok vydání | Režisér                                     | Délka | Reference |
| ------------------ | ---------- | ------------------------------------------- | ----- | --------- |
| „Black Mamba“      | 2020       | OUI                                         | 3:49  | [ 26 ]    |
| „Forever“(약속)    | 2021       | SUNNYVISUAL                                 | 5:06  | [ 27 ]    |
| „Next Level“       | 2021       | Paranoid Paradigm (VM Project Architecture) | 3:55  | [ 28 ]    |
| „Savage“           | 2021       | 725 (SL8 Visual Lab)                        | 4:18  | [ 29 ]    |
| „Dreams Come True“ | 2021       | flipevil (Donghyeok Seo, Jason Kim)         | 3:41  | [ 30 ]    |
| „Life's Too Short“ | 2022       | Segaji Video (Kim Hyun-soo)                 | 3:08  | [ 31 ]    |

## Koncerty a turné

### Účast na koncertě
- SMTOWN Live "Culture Humanity" (2021)[32]
- SMTOWN Live 2022: SMCU Express @ KWANGYA (2022)[33]